# Almásy
Almásy (ook: Almásy de Zsádany et Törökszentmiklós) is een van oorsprong Hongaarse, sinds 1666 adellijke familie waarvan leden sinds 2013 tot de Belgische adel behoren.

## Geschiedenis
Deze landadellijke familie ontving adelsbevestiging bij wapenbrieven van 1677. Vanaf 1771 werd de titel van graaf verleend aan de oudste, in 1915 uitgestorven tak. In 1815 werd dezelfde titel verleend aan een jongere adellijke tak die tot op vandaag voortleeft. Behalve in Hongarije is de familie verspreid over Groot-Brittannië, de Verenigde Staten van Amerika, Oostenrijk en België.
Van de laatstgenoemde tak werd in 2013 aan verschillende, in Brussel geboren leden Belgische adelserkenning verleend, met de titel van graaf overgaande op allen voor de mannelijke telgen, en persoonlijke titel van gravin voor de vrouwelijke. In 2017 leefden er vijf mannelijke telgen, de laatste geboren in 2008.
De meest recent bekendste telg van dit geslacht werd László Almásy (1895-1951), hoofdpersoon in het verfilmde boek van Michael Ondaatje: The English Patient.

## Enkele telgen
Imre (Hongaars) graaf Almásy de Zsádany et Törökszentmiklós (1868-1929), lid van het Hongaarse Hogerhuis
- Imre (Hongaars) graaf Almásy de Zsádany et Törökszentmiklós (1896-1973), eerste luitenant; trouwde in 1920 met Antónia (Antoinette) Friederika gravin Széchényi de Sárvár-Felsövidék (1896-1971), beiden geboren in Hongarije en overleden in Brussel
  - Miklós (Nicolaus, Nicolas) (Hongaars) graaf Almásy de Zsádany et Törökszentmiklós (1923-1990), gediplomeerd psycholoog; trouwde 2e in 1962 met Maritta (Hongaars) barones Szentkereszty de Zágon (1933-2020), dochter van de auteur Elisabeth Rakovszky, beiden geboren in Hongarije en later gevestigd in België
    - Dénes (Hongaars) graaf Almásy de Zsádany et Törökszentmiklós (1963); diens kinderen werden in 2013 erkend in de Belgische adel
      - Mátyás graaf Almásy de Zsádany et Törökszentmiklós (2006), chef de famille van de Belgische tak

    - Antal (Hongaars) graaf Almásy de Zsádany et Törökszentmiklós (1965); diens kinderen werden in 2013 erkend in de Belgische adel
    - Miklós (Hongaars) graaf Almásy de Zsádany et Törökszentmiklós (1967); diens kinderen werden in 2013 erkend in de Belgische adel